# Peace Through Superior Firepower
Peace Through Superior Firepower es un DVD de Cradle of Filth, lanzado en el 2005 a través de la discográfica Roadrunner Records. Contiene un concierto completo grabado el 2 de abril de 2005 en Elysée Montmartre, París. También contiene seis videos musicales y características adicionales, como una imagen firmada con los integrantes de la banda y un Shockumentary.

## Contenido
Target... París (Live)

| Disc One: Narrated |                                                  |          |  |
| N.º                | Título                                           | Duración |  |
| 1.                 | «Satyriasis»                                     |          |  |
| 2.                 | «Gilded Cunt»                                    |          |  |
| 3.                 | «Nemesis»                                        |          |  |
| 4.                 | «Mannequin»                                      |          |  |
| 5.                 | «The Black Goddess Rises»                        |          |  |
| 6.                 | «A Gothic Romance»                               |          |  |
| 7.                 | «Her Ghost in the Fog»                           |          |  |
| 8.                 | «Nymphetamine»                                   |          |  |
| 9.                 | «Tortured Soul Asylum»                           |          |  |
| 10.                | «The Forest Whispers My Name»                    |          |  |
| 11.                | «A Bruise Upon the Silent Moon»                  |          |  |
| 12.                | «The Promise of Fever»                           |          |  |
| 13.                | «Thirteen Autumns and a Widow»                   |          |  |
| 14.                | «Mother of Abominations»                         |          |  |
| 15.                | «Painting Flowers White Never Suited My Pallete» |          |  |
| 16.                | «From the Cradle to Enslave»                     |          |  |

Reinforcements (Extras)

| Disc One: Narrated |                           |            |  |
| N.º                | Título                    | Duración   |  |
| 1.                 | «Postcards From Vulgaria» | 55 minutos |  |
| 2.                 | «Virgin on the Stupid»    |            |  |

Pista adicionales (Videos musicales)

| Disc One: Narrated |                                         |          |  |
| N.º                | Título                                  | Duración |  |
| 1.                 | «Her Ghost in the Fog»                  |          |  |
| 2.                 | «No Time to Cry»                        |          |  |
| 3.                 | «Babalon A.D. (Soglad Fro the Madness)» |          |  |
| 4.                 | «Mannequin»                             |          |  |
| 5.                 | «The Promise of Fever»                  |          |  |
| 6.                 | «Nymphetamine»                          |          |  |

## Créditos
- Dani Filth - Vocalista
- James McIlroy - Guitarra
- Paul Allender - Guitarra
- Charles Hedger - Bajo
- Adrian Erlandsson - Batería
- Martin Powell - Teclados
- Sarah Jezebel Deva - Voz de acompañamiento